# こっこ

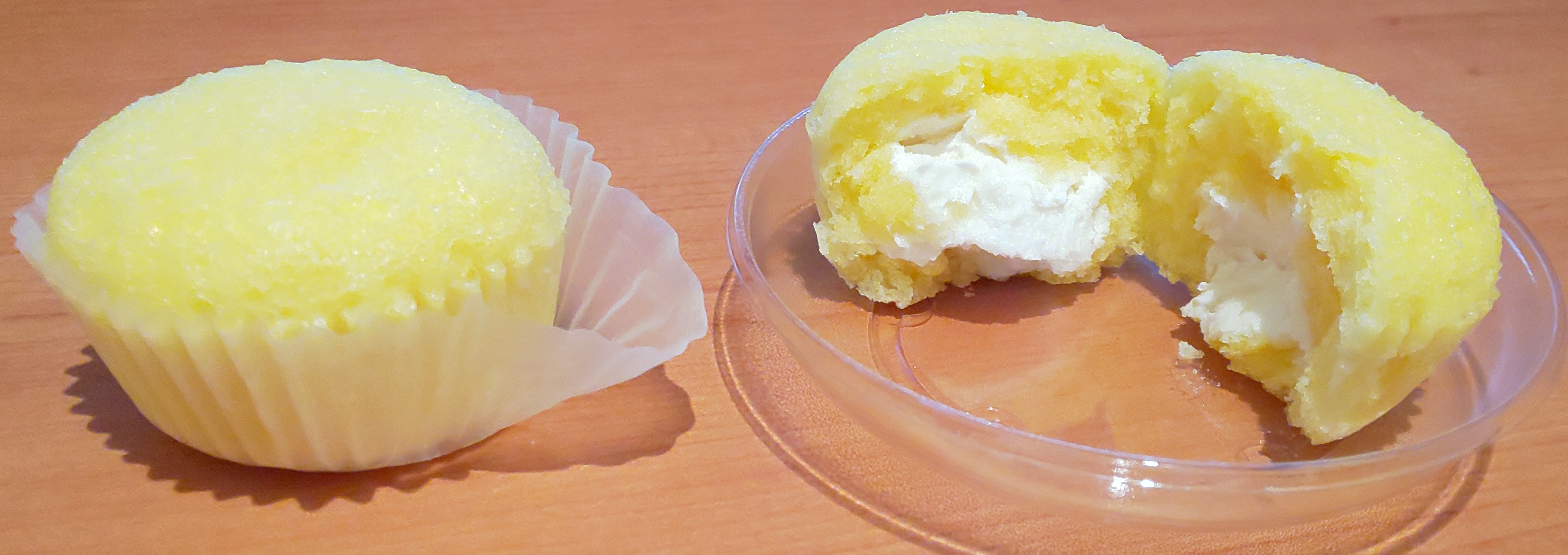
こっこ

こっこは、1984年（昭和59年）から静岡県静岡市駿河区中原696-1に本社を置く株式会社ミホミが製造・販売している静岡銘菓。ミルククリームが入った蒸しケーキである。

## 概要
パッケージはひよこをモチーフとした意匠である。あずきの入った「抹茶こっこ」、冬季限定の「いちごこっこ」、名古屋コーチンの卵を使用した高級品の「こっこゴールド」（JR名古屋駅構内売店等で名古屋銘菓として販売されている）など、バリエーションが存在する。静岡県内や名古屋市内のほか、羽田空港でも販売されている。これらの商品は通信販売でも購入可能である。
「静岡県内では、知らない人は居ない」と紹介されるほどメジャーな銘菓。

## 種類
- こっこ
- 玉露あずきこっこ
- チョコバナナ
- 銀のいちごこっこ（冬季限定）
- こっこゴールド（販売終了）
- ガンダムこっこ（期間限定）

## CM出演のタレント
テレビCMは静岡県内のテレビ局、ラジオCMは静岡県内で聴取が可能なニッポン放送で放送されている。また、テレビCMはBSフジでも放送され、日本全国で見ることができる。
- 乙葉 （2010年 - 2012年）
- はしのえみ （2002年 - 2010年）
- 鳥居かほり （1990年代前半頃）
- 高田純次 （1980年代）

### アニメCM
2012年から、CMをタレント起用からアニメに変更。
- ナレーション - 岡村明美
- こっこちゃん - 山本彩乃
- バナナこっこちゃん - 森谷里美
- いちごこっこちゃん - 谷井あすか、花守ゆみり （2015年12月 - [2]）
- 義理ちょこっこちゃん - 松嵜麗
- 抹茶こっこちゃん - 加隈亜衣